# Lebedivka, Novohrad-Volînskîi
Lebedivka (în ucraineană Лебедівка) este localitatea de reședință a comunei Lebedivka din raionul Novohrad-Volînskîi, regiunea Jîtomîr, Ucraina.

## Demografie
Componența lingvistică a localității Lebedivka
     Ucraineană (98,97%)
     Rusă (1,03%)
Conform recensământului din 2001, majoritatea populației localității Lebedivka era vorbitoare de ucraineană (98,97%), existând în minoritate și vorbitori de rusă (1,03%).